# Christine Collins
Christine Collins, född den 9 september 1969 i Darien i USA, är en amerikansk roddare.
Hon tog OS-brons i lättvikts-dubbelsculler i samband med de olympiska roddtävlingarna 2000 i Sydney.